# Comuna Kameanka, Apostolove
Kameanka (în ucraineană Кам`янка) este o comună în raionul Apostolove, regiunea Dnipropetrovsk, Ucraina, formată din satele Cervona Kolona, Kameanka (reședința), Novoivanivka, Sloveanka și Taraso-Hrîhorivka.

## Demografie
Componența lingvistică a satului Kameanka
     Ucraineană (93,84%)
     Rusă (5,42%)
     Alte limbi (0,57%)
Conform recensământului din 2001, majoritatea populației satului Kameanka era vorbitoare de ucraineană (93,84%), existând în minoritate și vorbitori de rusă (5,42%).